# Per sempre Alfredo
Per sempre Alfredo (traduction littérale  « pour toujours Alfredo ») est une course cycliste d'un jour disputée en Italie. Créée en 2021 pour le centenaire de la naissance d'Alfredo Martini l'ancien sélectionneur de l'équipe italienne sur route de 1975 à 1997, elle a lieu en Toscane dans la région de Florence.
Elle est classée en catégorie 1.1 dans le circuit de l'UCI Europe Tour et fait partie de la Coupe d'Italie sur route.

## Palmarès
| Année | Vainqueur        | Deuxième     | Troisième        |
| ----- | ---------------- | ------------ | ---------------- |
| 2021  | Matteo Moschetti | Mikel Aristi | Samuele Zambelli |
| 2022  | Marc Hirschi     | Dion Smith   | Rémy Mertz       |
| 2023  | Felix Engelhardt | Mark Stewart | Anders Foldager  |